# Aeroexpress Rt.
Az Aeroexpress Rt. egy 1923-ban alapított légiközlekedési társaság volt. Gróf Jankovich-Besán Endre és a dessaui Junkers Flugzeug AG alapította.
1923-ban az alábbi három útvonalra kapott engedélyt: 1. Budapest–Székesfehérvár–Nagykanizsa–Zágráb, 2. Budapest–Prága, 3. Budapest–Bukarest. Gépparkja 6 darab Junkers F 13 típusú utasszállító repülőgépből állt. 1923 júniusában indította alkalmi járatait, először csak belföldön, majd az Oesterreichische Luftverkehrsszel közösen beindították a Bécs és Budapest közötti repüléseket. Ezek a járatok 1925-ben naponta többször is közlekedtek. A társaság legnevesebb pilótája Endresz György óceánrepülő volt.
Az Aeroexpress Rt. budapesti légikikötője a Gellért Szálloda előtt, Bécsben pedig a Reichsbrücke mellett volt, a Dunán. Ausztria kivételével az Rt. más országokkal nem tudott légügyi megállapodásokat kötni. Járatai belföldön és külföldön egyaránt gazdaságtalannak bizonyultak, így 1930. január 1-jével a légitevékenységet megszüntette, majd 1936-ban törölték a légiforgalmi társaságok sorából.